# 霞会館
一般社団法人霞会館（かすみかいかん、英語: Kasumi Kaikan）は、旧華族の親睦団体。前身は華族会館（かぞくかいかん）。1947年（昭和22年）の華族制度の廃止により、霞会館（かすみかいかん）と名称を改めた。所在地は霞が関ビルディングの最上階（34階）。

## 概要
霞会館は元来、旧華族の親睦の中心として存在してきた。そのため正式な会員資格も、元華族の男性当主と成人に達した直系の息子に限定されている。現在は、約650家の740人が加入している。当主や後継者が女性の場合は会員資格がないため、華族制度廃止直後の約890家に比べ会員数が減少している。1973年（昭和48年）頃になって会員名簿に夫人の名前も記載されるようになり、また元華族の夫人や令嬢であれば、女性だけでも霞会館の施設を利用できるようになった。
これら元華族である会員は、天皇誕生日祝賀会を含め年に4回一堂に会する。1月5日の新年会、6月1日の創立記念日、10月7日の明治天皇の御臨幸記念日は、それぞれ祝賀会が開かれ、夫人の同伴も許されるようになった。
また『昭和新修華族家系大成』『平成新修旧華族家系大成』『令和新修旧華族家系大成』の発行元でもある。

## 沿革
1872年（明治5年）に洋行した河鰭実文と秋月種樹は、イギリス政界での貴族の役割に注目した。帰国後の1873年（明治6年）末、山内豊誠・正親町公董・平松時厚らと議会開設に備えた有志の団体、通款社を設立した。同じ趣旨を持った『麝香間祗候会議』（じゃこうのま-しこう-かいぎ）と合同して、1874年（明治7年）6月、『華族会館』が発足した（画像等は「華族」を参照）。
華族会館は単なるクラブではなく、書籍局、講義局、勉強局、翻訳局の設置がその規約に謳われており、1877年（明治10年）、華族子弟の教育機関として学習院が創立された。華族会館が発足したのは浅草本願寺であったが、2か月後に永田町の旧二本松藩邸に移り、ここで創立総会を開いている。その後、神田錦町の学習院内、宝田町、上野公園内文部省官舎と移転し、1890年（明治23年）、麹町区内山下町（現千代田区内幸町1丁目）の鹿鳴館を借り受けて移転した。1894年（明治27年）には土地8000坪とともに買い受けている。1916年（大正5年）には、大正天皇御大典での演能のため明治宮殿中庭に建設された宮中能楽場を下賜され、日本館脇に移設した。
1927年（昭和2年）、麹町区三年町（現千代田区霞ヶ関3丁目）に新築した佐藤功一設計の建物に移転。1936年（昭和11年）の二・二六事件の際には、反乱軍により数日間占拠され「尊皇討奸」旗が掲げられる。1945年（昭和20年）5月の空襲で焼失。今の霞が関ビルに入ったのは、1967年（昭和42年）のことである。霞会館の名称の由来は、所在地の地名が霞が関であることのほか、初代館長の有栖川宮熾仁親王の雅号が「霞堂」だったことに依る。

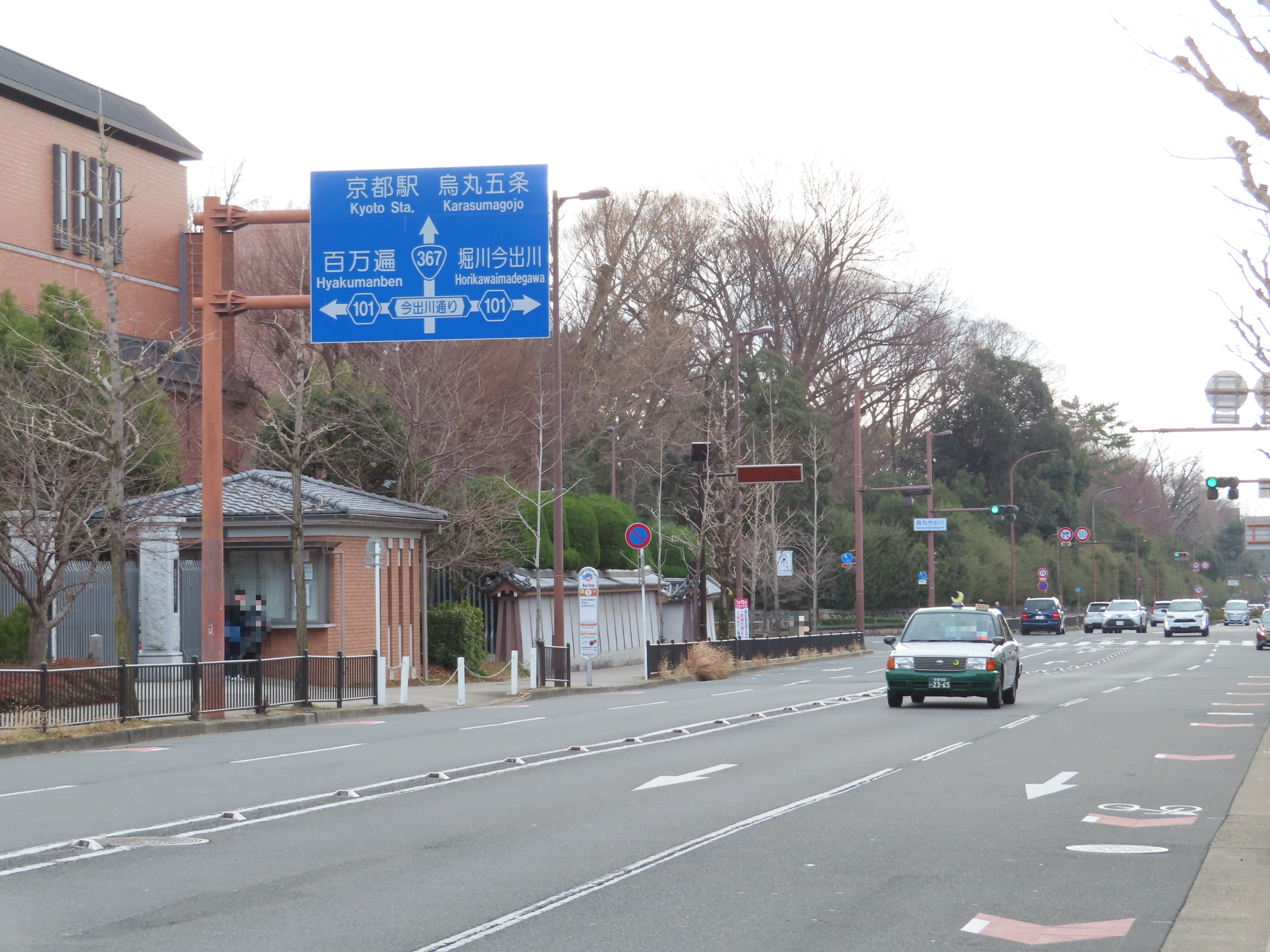
同志社大学今出川キャンパス内の華族会館京都分館跡地（2023年）

公家を中心に華族約50家が残った京都では、1874年（明治7年）、 旧一條邸に「京都華族集会所」が設立され、翌年「華族会館京都分局（後に京都分館）」と名を改める。分館は1878年（明治11年）、烏丸今出川交差点北東の旧徳大寺邸（現同志社大学図書館の地）に移転。翌年には旧閑院宮邸から車寄、玄関、表門が移築される。1918年（大正7年）には京都市電今出川線延伸などを機に大規模な改築が行われ、御所風の格調高い会館が誕生する。
戦後はGHQの接収を経て1952年（昭和27年）、同志社大学に土地と建物を売却、1967年（昭和42年）まで「啓真館」として活用された。組織は「霞会館京都支所」と名を改めて上京区大黒屋町に移転、1991年（平成3年）に現在の建物に改築した。同志社大学図書館の今出川通沿いには、華族会館京都分館の表門と築地塀が残る。

## 皇室との関わり
「華族」は明治二年六月十七日、版籍奉還と同時に諸大名と京都の公卿（三位以上）を併せて創立された。
明治四年十月二十二日、宮中小御所において明治天皇より「華族は国民中貴重の地位に居り、勉励して国家の開化富強のためにその本分を尽くすべし」との勅諭を賜った。
この勅諭の趣旨に基づいて霞会館の前身である華族会館は明治七年六月一日、永田町旧二本松藩邸に有栖川宮熾仁親王を館長に推戴し創立された。
明治八年十月七日には明治天皇の行幸があり、その際に「華族は華族会館において協同して学術を研鑽し、大きな目標を掲げてその実現を図り、各家はかたちを整えて名声を保ち、永く皇室に尽くすように」との勅諭をあらためて賜った。
現在の霞会館の基本理念である「皇室の藩屏」はこの勅諭を受け継いだものであるという。
明治十七年には華族令が制定され、勲功華族が加わり、現在の霞会館の原型が整った。
華族制度の廃止時、昭和天皇から「先祖の名を辱めぬよう日本再建のため努力することを望む」と伝えられたことから、霞会館に改称して存続を決めた。天皇・皇后が毎年1月に訪れ、懇談するのが慣例である。日本の伝統に詳しい会員が多いことから、明仁天皇の即位時には、出席者の装束着付けを霞会館会員がボランティアで手伝った。
会員のうち、旧公家だけで構成する「堂上会」（約100人）もある。堂上会会員は皇室行事に招かれるほか、京都在住の会員は天皇・皇后の京都訪問時には大宮御所で懇談する。

## 運営

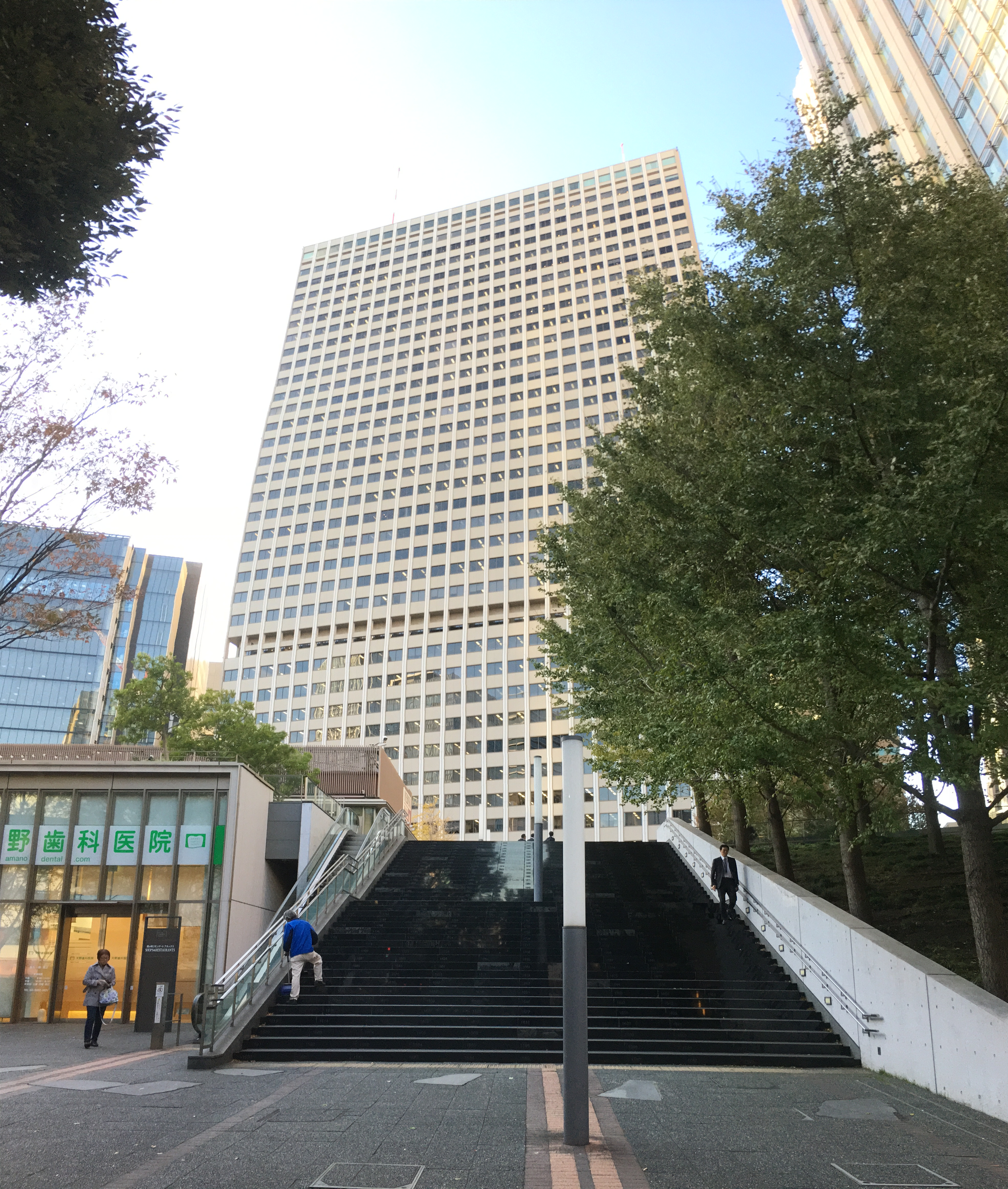
霞が関ビル

霞会館の運営は、霞が関ビルの敷地となっている霞会館の所有地3,000坪について三井不動産から支払われる地代、霞会館が所有する霞が関ビルの10階・11階のテナント料、さらに会員の結婚式やパーティなどに貸し出す収入などで賄われている。その一部は、障害者施設、老人施設、癌研究所など各社会福祉施設にも寄付されている。

## 法人の目的
1. この法人は、次の4箇条を基本理念とする。
- 国家・社会への貢献
- 伝統文化の伝承
- 皇室の藩屏
- 会員の品位保持と連帯

2. この法人は、政治、経済、社会、文化等各方面にわたって国際的な視野から調査研究し、日本固有の伝統的な精神文化を後世に伝え、もって健全な国民の育成及び社会福祉の増進に寄与することを目的としている。

## 主な事業
1. 政治、経済、社会、文化等の調査研究及び参考資料の収集。
2. 調査、研究成果の報告及び参考資料等の出版事業。
  - ※関係者が関連資料を、「尚友倶楽部」編で公刊している。
3. 伝統文化の伝承。
4. 講演会、講習会、研究会等の開催。
5. 社会、文化、福祉等公益に関する事業及び助成。
6. その他、この法人の目的を達成するために必要な事業。

会員は現皇族（名誉会員）、旧皇族（臣籍降下した元宮家）、元王公族、元華族（公、侯、伯、子、男）の当主とその成年に達した長男（嫡男）により構成されている。2012年（平成24年）8月現在、会員数793名（正会員784名、名誉会員9名）。
主たる事務所を東京都千代田区霞が関三丁目2番5号（霞が関ビル内）に、従たる事務所を京都府京都市上京区油小路通出水上る大黒屋町42（霞会館京都支所）に置く。
主たる役員は次の通りである（日付は就任日）。
- 理事長：鷹司尚武[5][6]（2021年（令和3年）[注釈 1] - ）
- 前理事長（現・顧問[8]）：松平宗紀（2018年（平成30年）10月22日 - 2021年（令和3年）[7]、越前松平旧侯爵家第20代当主）
- 元理事長北白川道久(2011年以前[9] - 2018年[10])[11][12]
- 元理事長久邇邦昭(1991年 - 2007年)[13]

- 常務理事：水野勝之（平成27年6月18日 - 、水野旧子爵家第20代当主）[14]
- 常務理事：小池正毅（平成30年10月22日 - 、小池旧男爵家第4代当主）[15]
- 理事：五條為義（平成27年6月18日 - 、五條旧子爵家）[16]
- 理事：一條實昭（平成27年6月18日 - 、一條旧公爵家第28代当主）[17]
- 理事：萬里小路智秀（平成29年6月20日 - 、萬里小路旧男爵家）[18]
- 理事：橋本春彦（平成27年6月18日 - 、橋本旧伯爵家第21代当主）[19]